# Гирлянда Юлии

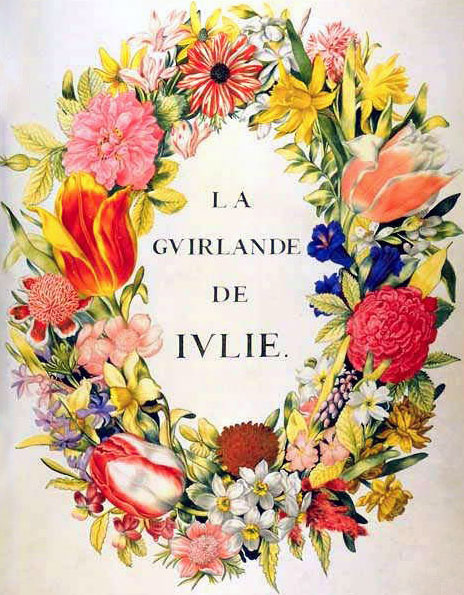
Обложка

Гирлянда Юлии (фр. Guirlande de Julie) — рукопись французских стихов XVII века. Сейчас хранится в Национальной библиотеке Франции.

## История
С 1620 по 1645 гг. салон мадам де Рамбуйе был местом встречи многих аристократов, поэтов и юристов. Один из них, Шарль Монтозье, был влюблён в Юлию (Жюли) д’Анженн, дочь мадам Рамбуйе. Монтозье решил сделать ей подарок и пригласил работать над этим Жоржа де Скюдери, Жана Демаре, Конрара, Жана Шаплена, Жедеона Таллемана де Рео, Антуана Годо, Пьера Корнеля, Симона Арно и др. Текст стихов был написан каллиграфистом Николасом Жарри. Каждый из них написал стихи, посвящённые Юлии. Обложка была расписана Николасом Робертом. На ней каждый цветок символизировал одного из поэтов и был посвящён Юлии.
В 1634 году Монтозье сделал предложение, и спустя семь лет Юлия вышла замуж за Монтозье. Затем он сам начал писать стихи и сочинил шестнадцать, которые были опубликованы в новой книге. Стихи были напечатаны большим тиражом позже — в 1729 году.